# A World Apart (film)
A World Apart is een Britse dramafilm uit 1988, geregisseerd door Chris Menges. De film gaat over de anti-apartheid in Zuid-Afrika, en is gebaseerd op het leven van Ruth First en Joe Slovo, de ouders van scenarioschrijfster Shawn Slovo. De opnames vonden plaats in Zimbabwe. De film ging in première op het Filmfestival van Cannes in 1988.

## Verhaal
Het verhaal speelt zich af in Johannesburg in 1963, waarbij de 13-jarige Molly (Jodhi May) haar vader (Jeroen Krabbé) lid van de Zuid-Afrikaanse Communistische Partij het land moet ontvluchten, en haar moeder (Barbara Hershey) die de anti-apartheidwerk voortzet door de justitie gevangen wordt gezet.

## Rolverdeling
| Acteur                | Personage      |
| --------------------- | -------------- |
| Jodhi May             | Molly Roth     |
| Jeroen Krabbé         | Gus Roth       |
| Barbara Hershey       | Diane Roth     |
| Linda Mvusi           | Elsie          |
| Nadine Chalmers       | Yvonne Abelson |
| Kate Fritzpatrick     | June Abelson   |
| Tim Roth              | Harold         |
| Carolyn Clayton-Cragg | Myriam Roth    |
| Yvonne Bryceland      | Bertha         |
| Merav Gruer           | Jude Roth      |
| Paul Freeman          | Kruger         |
| David Suchet          | Muller         |

## Prijzen
Onder meer:
Filmfestival van Cannes (1988)
- Beste actrice: Barbara Hershey, Jodhi May en Linda Mvusi.
- Grote prijs van de Jury: Chris Menges.
- Prijs van de Oecumenische Jury: Chris Menges.

BAFTA Awards (1989)
- Beste scenario: Shawn Slovo.